# Battaglia degli speroni d'oro
La battaglia degli speroni d'oro ("Guldensporenslag") o battaglia di Courtrai, svoltasi l'11 luglio 1302 sulla piana di Groniga nei pressi di Courtrai, oppose il re di Francia alle milizie delle città fiamminghe insorte contro il dominio della Francia di Filippo IV il Bello.

## Premesse
I comuni delle Fiandre all'inizio del XIV secolo erano soggetti da due anni al dominio di Filippo IV il Bello re di Francia, il quale aveva inviato una grande forza di occupazione al fine di mantenere con la forza la sovranità sulla ricca regione.
La battaglia fu preceduta dalla ribellione dei cittadini di Bruges che massacrarono la guarnigione francese presente nella città; rapidamente la rivolta si estese e altri comuni fiamminghi seguirono unendo le proprie forze a quelle di Bruges.

## La battaglia
I comuni raccolsero approssimativamente 11000 uomini, alcuni armati di picche, altri con dei goedendag (armi simili a bastoni dotati di una punta ferrata all'estremità). I francesi, guidati da Roberto d'Artois, schierarono circa 3000 cavalieri e 4000-5000 fanti in appoggio.
L'esercito fiammingo attese i francesi a Courtrai, nella Fiandra, in una postazione difensiva compresa fra due fiumi e due canali d'acqua scavati appositamente per ostacolare i movimenti dell'esercito francese.

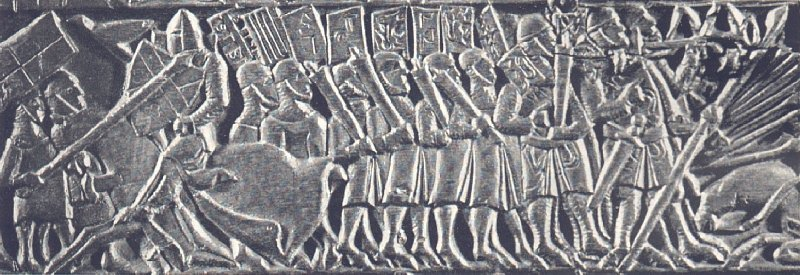
Lo schieramento delle truppe fiamminghe durante la battaglia degli speroni d'oro- Incisione sul baule di Oxford.

I due eserciti si trovarono contrapposti uno di fronte all'altro sulle sponde opposte dei canali. I cavalieri francesi avanzarono, superarono senza difficoltà i canali, e caricarono la fanteria nemica come normalmente avveniva sui campi di battaglia dell'epoca; ma le milizie fiamminghe, decise a resistere, ressero l'urto della carica e nella mischia che seguì spinsero i francesi fino al limitare del canale. A questo punto i cavalli non poterono indietreggiare ulteriormente e si trovarono alla mercé dei fanti fiamminghi che colsero l'occasione e trasformarono la sconfitta in un massacro. Sotto i colpi delle picche fiamminghe caddero almeno 500-700 cavalieri, compreso lo stesso Roberto d'Artois; per questo fu detta anche battaglia degli speroni d'oro, a causa dei trofei di guerra tolti a centinaia dai fiamminghi agli sconfitti cavalieri francesi.
Questo avvenimento segnò l'inizio della fine di un modo di combattere che era stato il fulcro della tattica e della strategia delle battaglie precedenti, basato sull'uso della forza d'urto della cavalleria pesante; la Guerra dei Cent'Anni accentuerà questo radicale cambiamento dopo secoli e secoli di impiego.

## Conseguenze
Per i comuni fiamminghi la vittoria ottenuta ebbe risvolti politici solo parziali. Filippo IV il Bello riuscì infatti ugualmente a mantenere il dominio della zona francofona delle Fiandre.
Tuttavia la battaglia fu storicamente importante perché evidenziò il declino verso cui la cavalleria pesante feudale si avvierà nei secoli successivi. Per tutto il Medioevo, fino al XIV secolo, essa aveva spadroneggiato sul campo di battaglia. La battaglia di Courtrai ne segnò una delle prime grandi sconfitte per mano di un esercito "di massa" armato principalmente di picche ed armi lunghe, dopo la battaglia di Legnano avvenuta oltre un secolo prima. Con l'avvento di novità nella tattica, nell'organizzazioni degli eserciti e nelle tecnologie belliche, nel giro di pochi decenni la cavalleria pesante corazzata perderà il ruolo di forza determinante nei conflitti.
Alla battaglia è tuttora dedicato un museo nella località di Courtrai (attualmente situata nell'ovest del Belgio), dove essa ebbe luogo.